# Washington Trindade
Washington Luiz da Trindade (Salvador,14 de julho de 1923 — Salvador, 2 de janeiro de 2014) foi um jurista brasileiro. Considerado um dos maiores pensadores do direito brasileiro, Professor Emérito da Faculdade de Direito da Universidade Federal da Bahia e Livre-Docente da Faculdade de Direito da mesma Universidade, titulação equiparada a Doutor em Direito.
Em homenagem, os Fóruns da Justiça do Trabalho de Jacobina e de Maracás levam o nome de Desembargador Washington Trindade.

## Biografia
Graduou-se em Direito pela Universidade Federal da Bahia em 1946 e foi, sucessivamente, e sempre por concurso público, promotor público, juiz de Direito, assistente técnico-jurídico do Ministério do Trabalho, juiz do Trabalho e professor universitário. Foi presidente do Tribunal Regional do Trabalho da 5ª Região de 1981 a 1985 e ministro convocado do Tribunal Superior do Trabalho , vindo a aposentar-se em maio de 1992. Era membro efetivo do Instituto Baiano de Direito do Trabalho - IBDT (1997), da Academia Nacional de Direito do Trabalho - ANDT (1996), da Cadeira nº 15 da Academia de Letras Jurídicas da Bahia (1984) e da Associação dos Magistrados da Bahia - AMB (1973). Autor de diversos artigos e livros como "Regras de Aplicação e Interpretação no Direito do Trabalho" (1995), "Riscos do Trabalho" (1990) e "Trabalho e Cidadania" (1990).